# Beatriz do Reino Unido (1857-1944)
Beatriz Maria Vitória Feodora (em inglês: Beatrice Mary Victoria Feodore; Londres, 14 de abril de 1857 – Balcombe, West Sussex, 26 de outubro de 1944), mais tarde Princesa Beatriz de Battenberg, foi a quinta filha e a mais nova da rainha Vitória do Reino Unido e do príncipe consorte Alberto de Saxe-Coburgo-Gota. Beatriz também foi a última filha da rainha Vitória a morrer, quase 66 anos depois da primeira, sua irmã mais velha, Alice.
A infância de Beatriz coincidiu com o período de luto de Vitória após a morte de Alberto em dezembro de 1861. A rainha passou a depender cada vez mais de sua filha mais nova a medida que suas outras irmãs foram se casando e indo embora, com sua mãe a chamando de "bebê" por toda sua infância. Beatriz cresceu e foi educada para sempre ficar com a rainha e ela logo aceitou esse destino. Vitória era tão contra a ideia dela se casar que se recusava até a discutir a possibilidade. Mesmo assim muitos pretendentes apareceram, como Napoleão Eugênio, Príncipe Imperial e filho do imperador Napoleão III de França, e Luís IV, Grão-Duque de Hesse e viúvo de sua irmã mais velha Alice. Beatriz ficou atraída por Napoleão Eugênio e existiram conversas sobre um possível casamento, porém ele acabou morrendo em 1879 na Guerra Anglo-Zulu.
Beatriz acabou se apaixonando pelo príncipe Henrique de Battenberg, filho do príncipe Alexandre de Hesse e Reno e sua esposa Julia de Hauke. Vitória concordou com a união depois de muita persuasão, com o casamento ocorrendo em 23 de julho de 1885. A rainha apenas aceitou sob a condição que Beatriz e Henrique vivessem com ela e que a filha continuasse na sua função extraoficial de secretária particular. O casal teve quatro filhos, porém o príncipe morreu de malária durante a Quarta Guerra Anglo-Ashanti depois de dez anos de casamento. A princesa permaneceu ao lado de Vitória até esta morrer em janeiro de 1901. Beatriz dedicou os trinta anos seguintes a editar os diários da rainha como sua executora literária designada, continuando também a fazer aparições públicas. Ela morreu aos 87 anos em 1944, depois de todos os seus irmãos, dois de seus filhos e alguns sobrinhos.

## Início de vida

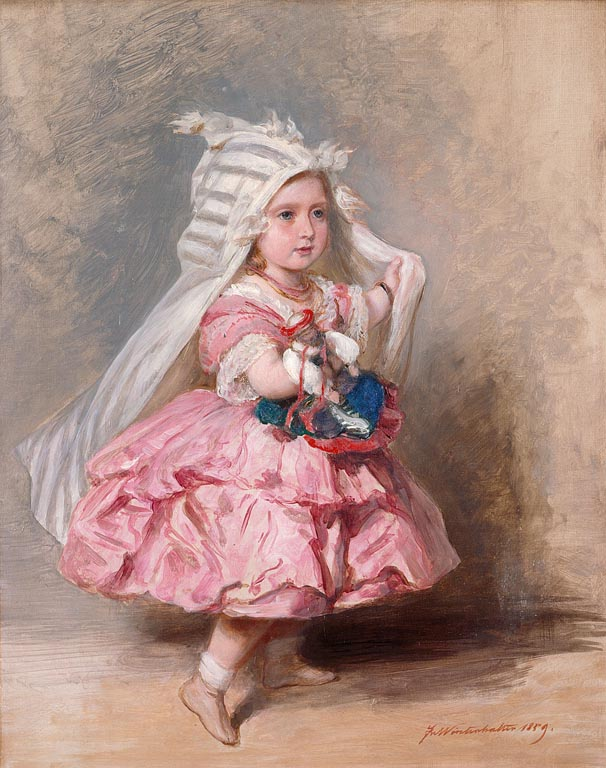
Beatriz aos dois anos
Franz Xaver Winterhalter, 1859

Beatriz nasceu no Palácio de Buckingham, Londres, em 14 de abril de 1857. Era a quinta menina e a mais nova de todos os nove filhos da rainha Vitória do Reino Unido e do príncipe Alberto de Saxe-Coburgo-Gota. Seu nascimento causou certa controvérsia já que foi anunciado que a rainha usaria clorofórmio administrado pelo Dr. John Snow para ter certo alívio das dores causadas pelo parto. A substância era considerava perigosa tanto para mãe quanto para a criança, sendo vista de maneira suspeita pela Igreja Anglicana e pelas autoridades médicas. Vitória não se deixou abalar e usou o "aquele abençoado clorofórmio" para sua última gravidez. A rainha escreveu em seu diário duas semanas depois que "Eu fui amplamente recompensada e esqueci de tudo que havia acabado de passar quando ouvi o querido Alberto dizer 'É uma criança saudável, e uma menina!". Vitória e Alberto nomearam a filha como Beatriz Maria Vitória Teodora: Maria em homenagem a princesa Maria, última filha ainda viva do rei Jorge III; Vitória em homenagem a mãe e Teodora em homenagem a princesa Teodora de Leiningen, a meia-irmã mais velha da rainha. A princesa foi batizada em 16 de junho de 1857. Seus padrinhos foram sua avó materna, a princesa Vitória de Saxe-Coburgo-Saalfeld, sua irmã mais velha Vitória, Princesa Real, e o marido desta Frederico Guilherme, Príncipe Herdeiro da Prússia.
Desde seu nascimento ela foi a filha favorita. A filha mais velha favorita do príncipe Alberto, a Princesa Real, estava prestes a ir morar na Prússia com seu novo marido. Ao mesmo tempo a recém-chegada Beatriz mostrava-se promissora. Seu pai escreveu para a rainha Augusta de Saxe-Weimar-Eisenach, mãe de Frederico Guilherme, que o "Bebê pratica suas escalas como uma boa prima donna antes de uma performance e tem uma boa voz!". Apesar de Vitória ter sido conhecida por não gostar da maioria dos bebês, ela gostou da princesa e a considerava atraente. Isso deu a Beatriz uma vantagem sobre suas irmãs mais velhas. A rainha certa vez comentou que a filha era uma "criança bonita, gorda e florescente ... com bons olhos azuis grandes, [uma] boquinha bonita e uma pele muito boa". Seu cabelo loiro e longo era o foco das pinturas encomendadas por Vitória, que gostava de dar banho em Beatriz, diferentemente de seus outros filhos. Ela mostrava inteligência, algo que cativou ainda mais Alberto que ficava maravilhado pela precocidade da criança.
O príncipe escreveu para seu conselheiro o barão Christian Friedrich von Stockmar que Beatriz era "o bebê mais maravilhoso que já tivemos". Apesar de passar pelo rigoroso programa educacional criado por Alberto e Stockmar, a infância da princesa foi mais relaxada que a de seus irmãos por causa de sua relação com os pais. Aos quatro anos, a reconhecida última criança real, não foi forçada a dividir a atenção dos pais como seus irmãos mais velhos, dando conforto para Alberto, cuja saúde estava piorando.

## Companheira da rainha

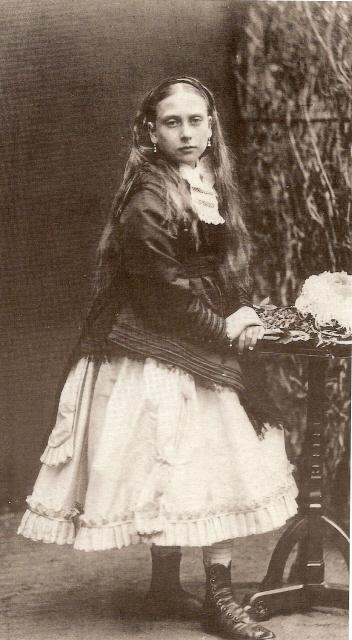
Beatriz em 1868

A princesa Vitória de Saxe-Coburgo-Saalfeld, mãe da rainha, morreu em março de 1861. Vitória ficou tomada pela dor e arrependimento sobre suas diferenças no início de seu reinado. Beatriz tentou consolar a mãe dizendo que a princesa estava "no paraíso, porém Beatriz esperava que ela voltasse". Esse conforto foi importante pois Vitória havia se isolado dos filhos com a exceção de Alice e Beatriz. A rainha novamente contou com as duas após a morte de Alberto em dezembro do mesmo ano.
O tamanho da dor de Vitória pela morte de seu amado marido surpreendeu sua família, cortesãos, políticos e o povo britânico. A rainha novamente se isolou de todos – especialmente de Alberto Eduardo, Príncipe de Gales, quem ela culpou pela morte de Alberto – exceto mais uma vez de Alice e Beatriz. Vitória várias vezes tirava a filha caçula do berço e a levada para sua cama e "ficava ali sem dormir, apertando sua filha, envolta nos pijamas de um homem que não mais os vestiria". Depois que sua última irmã, a princesa Luísa, se casou em 1871, a rainha passou a depender de Beatriz, que ainda jovem declarou: "Eu não gosto de casamentos. Nunca hei de me casar. Hei de ficar com minha mãe". Como secretária da soberana, a princesa realizava deveres como escrever em nome da rainha e ajudá-la com sua correspondência política. Tais atividades mundanas eram semelhantes àquelas realizadas em sucessão por suas irmãs Alice, Helena e Luísa. Porém Vitória acrescentou tarefas mais pessoais. Ela ditou passagens de seu diário a Beatriz em 1871 durante o período que ficou seriamente doente, permitindo em 1876 que a princesa ordenasse as músicas que ela e Alberto costumavam tocar, não utilizadas desde a morte do príncipe quinze anos antes.
A devoção que Beatriz demonstrou para a mãe foi reconhecida nas cartas e diários da rainha, porém sua dependência da filha apenas crescia. Vitória sofreu mais uma grande perda em 1883 com a morte de seu criado escocês John Brown. Mais uma vez ela entrou em um grande período de luto e contou com Beatriz para ter apoio. A princesa gostava de Brown, diferentemente de suas irmãs, e os dois eram muitas vezes vistos juntos; de fato, ambos trabalharam juntos para realizarem os desejos da rainha.

## Casamento

### Pretendentes

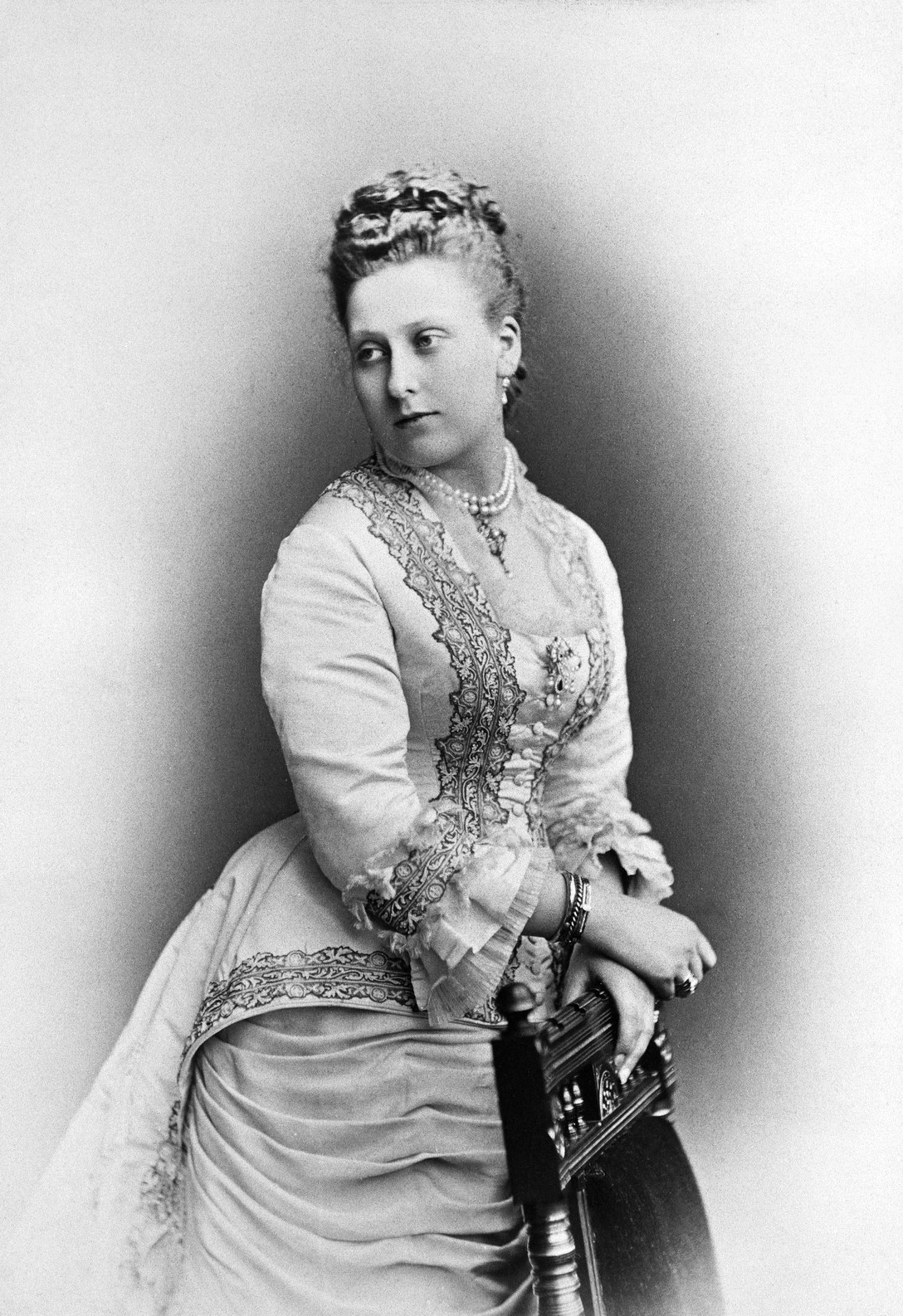
Beatriz em 1877

Vários possíveis pretendentes apareceram para a mão de Beatriz, mesmo com Vitória sendo contra a ideia da princesa se casar com qualquer pessoa na expectativa que ela não estaria mais ao seu lado. Uma deles foi Napoleão Eugênio, Príncipe Imperial e filho do ex-imperador Napoleão III da França e sua esposa Eugênia de Montijo. O imperador fora deposto e se exilou no Reino Unido após perder a Guerra Franco-Prussiana em 1870. Vitória e Eugênia criaram uma amizade três anos depois da morte de Napoleão III, com os jornais noticiando o noivado iminente entre Beatriz e o Príncipe Imperial. Os rumores terminaram quando o príncipe foi morto em junho de 1879 na Guerra Anglo-Zulu. O diário da rainha conta que "A querida Beatriz, chorando muito como eu também fiz, me deu o telegrama ... Estava amanhecendo e eu tinha dormido pouco ... Beatriz estava tão angustiada; todos bastante atordoados".
O Príncipe de Gales sugeriu após a morte de Napoleão Eugênio que Beatriz se casasse com Luís IV, Grão-Duque de Hesse e o viúvo de Alice, que havia morrido de difteria em 1878. Alberto Eduardo sugeriu que a irmã pudesse atuar como mãe substituta para os filhos de Luís enquanto passava a maior parte de seu tempo na Inglaterra cuidando da mãe. Ele ainda sugeriu que a rainha poderia supervisionar o crescimento dos seus netos com maior facilidade. Porém era proibido por lei na época que Beatriz se cassasse com o viúvo de sua irmã. Isso era combatido pelo Príncipe de Gales que apoiava a aprovação do Projeto de Lei da Irmã Falecida, que acabaria com esse impedimento. Apesar do apoio popular que a medida gozava e dela ter sido aprovada pela Câmara dos Comuns, ela foi rejeitada pela Câmara dos Lordes por causa da oposição dos Lordes Espirituais. Apesar de Vitória ter ficado decepcionada pelo fracasso do projeto de lei, ela ficou feliz por manter a filha do seu lado.
Outros candidatos propostos incluíam os príncipes Alexandre e Luís de Battenberg. Apesar do primeiro nunca ter formalmente ido atrás de Beatriz, apenas afirmando que "pode até ser que em algum momento eu fique noivo de minha amiga de infância, Beatriz da Inglaterra", era o segundo que estava mais interessado. Vitória o convidou para jantar, porém sentou-se entre ele e a filha, que foi instruída a ignorar Luís para desencorajar a pretensão. O príncipe durante anos não soube a verdade sobre esse silêncio e acabou se casando com a princesa Vitória de Hesse e Reno, sobrinha de Beatriz. Apesar de novamente frustrada em suas expectativas de casamento, Beatriz compareceu ao casamento de Luís em Darmstadt e conheceu e se apaixonou pelo irmão dele, o príncipe Henrique de Battenberg.

### Noivado e casamento

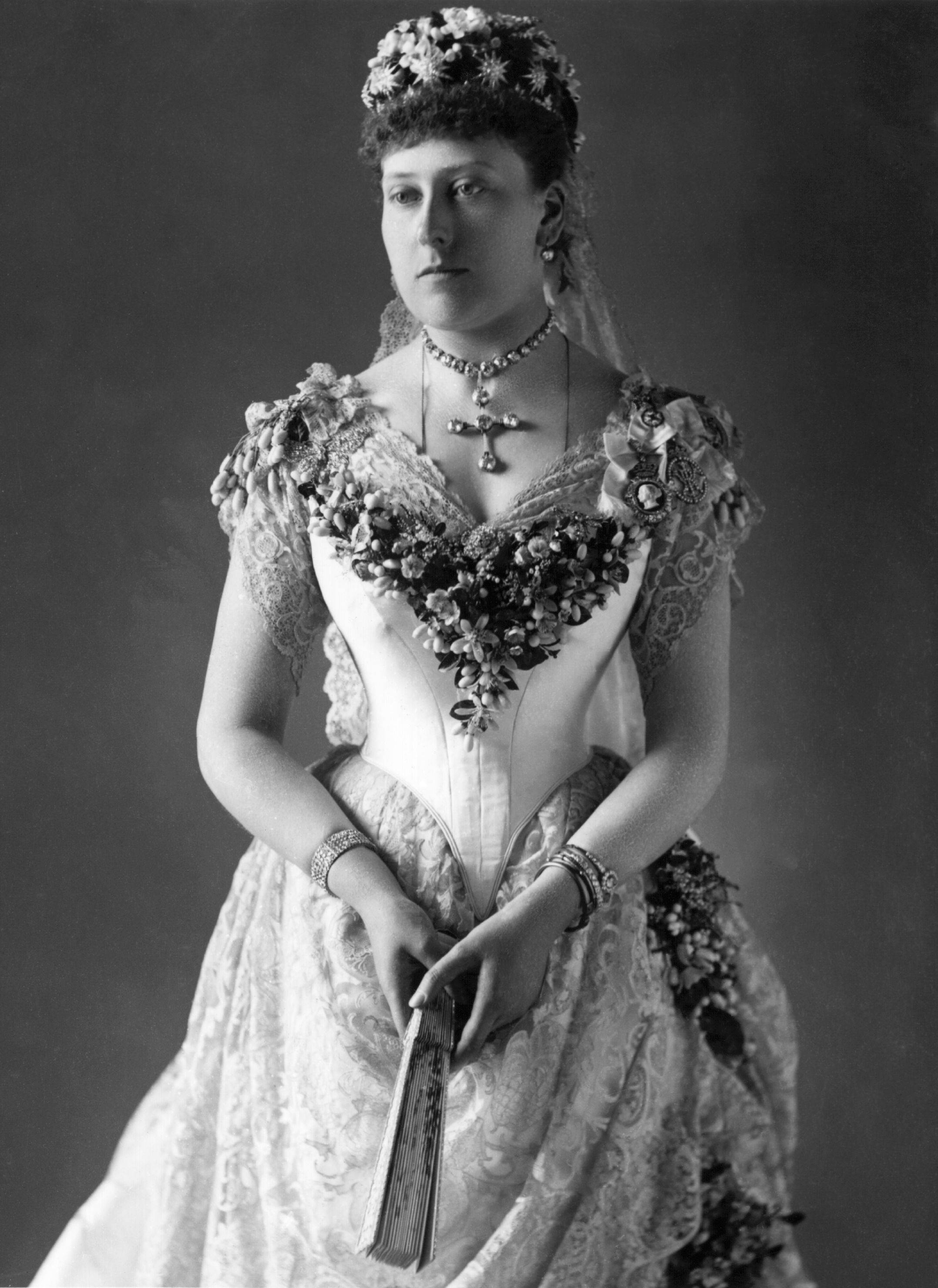
Beatriz em seu casamento

Ao voltar de Darmstadt, Beatriz contou a Vitória que planejava se casar; a rainha ficou em silêncio aterrorizada. Apesar de terem continuado lado a lado, Vitória ficou sem falar com a filha por sete meses, se comunicando apenas via bilhetes. O comportamento da rainha foi inesperado para sua família e parecia motivado pela ameaça de perder a filha. Ela considerava a princesa seu "bebê", sua filha inocente, e via o ato sexual que viria com o casamento como o fim dessa inocência.
Depois de algumas persuasões sutis realizadas pelo Príncipe de Gales e pela Princesa Real, que lembraram a mãe da felicidade que a irmã trouxe para o pai em seus últimos anos, a rainha voltou a falar com Beatriz. Ela consentiu com o casamento na condição que Henrique abrisse mão de seus comprometimentos alemães e vivesse permanentemente no Reino Unido com as duas.
Beatriz e Henrique se casaram em 23 de julho de 1885 na Igreja de Santa Mildrith em Whippingham. A princesa usou o véu de casamento da mãe e foi levada até o altar por ela e por seu irmão Alberto Eduardo. Beatriz tinha consigo dez damas de honra reais, todas suas sobrinhas: as princesas Alice e Irene, filhas de sua irmã Alice; princesas Alexandra, Maria e Vitória Melita, filhas de seu irmão o príncipe Alfredo, Duque de Edimburgo; princesas Luísa, Maud e Vitória, filhas de seu irmão Alberto Eduardo; e as princesas Maria Luísa e Helena Vitória, filhas de sua irmã Helena. Os padrinhos do noivo eram seus irmãos, os príncipes Alexandre e Francisco José.
Não puderam estar presentes sua irmã Vitória e seu marido Frederico Guilherme, que tiveram que permanecer na Alemanha; o primeiro-ministro William Ewart Gladstone; e sua prima a princesa Maria Adelaide de Cambridge, que estava de luto pela morte de seu sogro. A cerimônia terminou com o casal partindo para sua lua de mel na Casa Quarr Abbey, alguns quilômetros da Casa Osborne. Como a rainha mais tarde escreveu para a Princesa Real: "aquentei-me bravamente até a partida e, em seguida, cedi razoavelmente".

## Últimos anos de Vitória

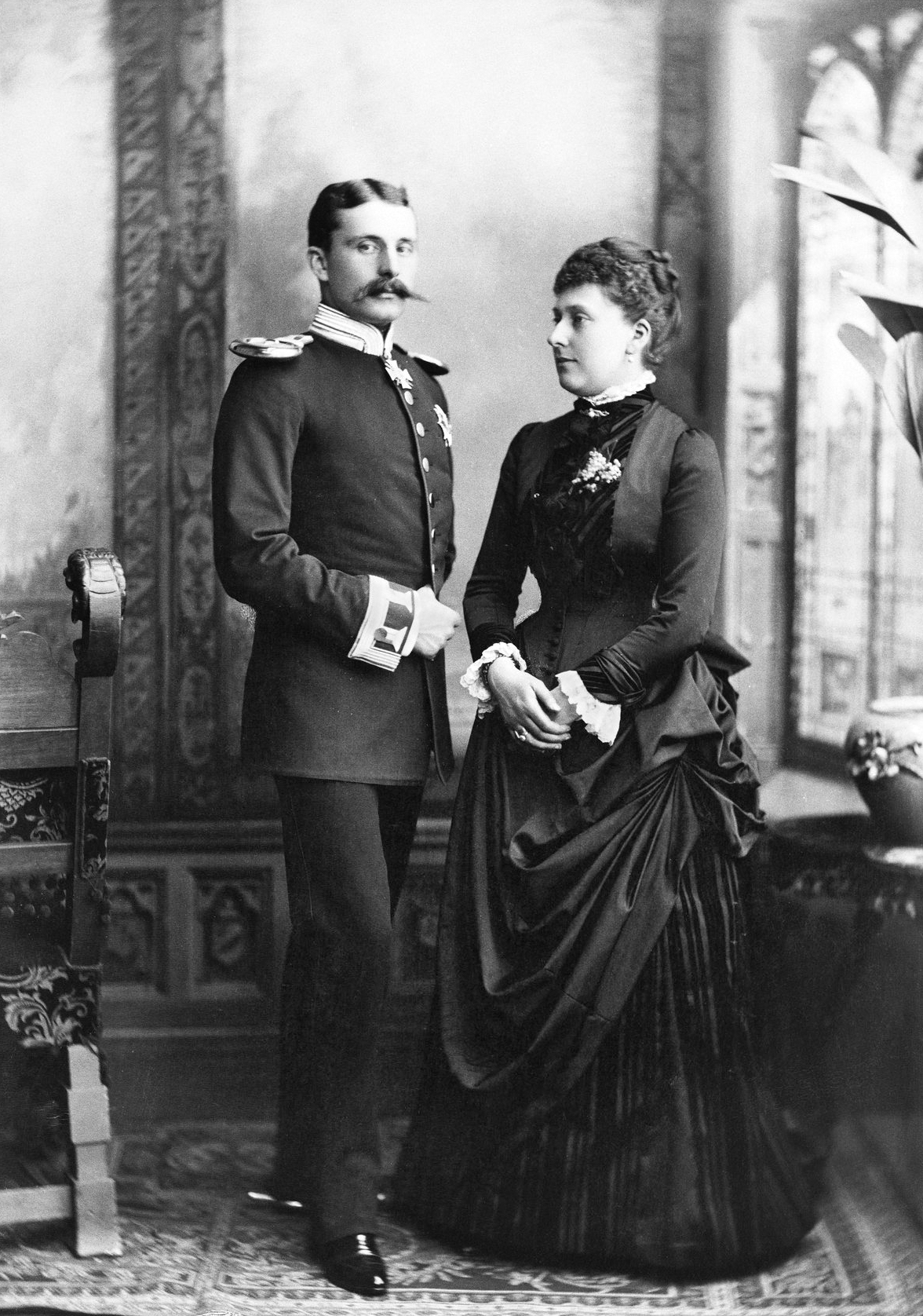
Henrique e Beatriz em 1885

O casal cumpriu a promessa e voltaram para o lado da rainha ao final de sua lua de mel. Vitória deixou claro que não conseguiria dar conta sozinha e que os dois não podiam viajar sem ela. Apesar dela ter relaxado essa restrição pouco depois do casamento, Beatriz e Henrique faziam apenas viagens curtas para visitar a família dele. O amor da princesa pelo marido, como o de Vitória por Alberto, parecia aumentar com o tempo de casados. Quando Henrique viajou sem a esposa, ela pareceu muito mais feliz quando ele voltou.
A inclusão de Henrique na família real deu novos motivos para Beatriz e Vitória olharem adiante, com a corte estando mais brilhante do que jamais tinha sido desde a morte de Alberto. Mesmo assim o príncipe, apoiado pela esposa, estava determinado em fazer parte de campanhas militares, algo que irritou a rainha que era contra a participação dele em conflitos com perigo de vida. Discussões também surgiram quando Henrique foi para o carnaval de Ajaccio junto de "companhia baixa", com Beatriz enviando um oficial da Marinha Real Britânica para tirá-lo da tentação. Em certa ocasião ele fugiu para a Córsega junto do irmão Luís; Vitória enviou um navio de guerra para trazê-lo de volta. Henrique se sentia oprimido por a rainha precisar constantemente da companhia dele e da esposa.
Beatriz cumpriu sua promessa e continuou como secretária e confidente da rainha em tempo integral, mesmo casada. Vitória ficava a vontade com Henrique, como frequentemente ficava perto de homens bonitos e fortes. Entretanto, ela criticou a conduta da filha durante a primeira gravidez dela. Quando a princesa parou de comparecer aos jantares com a mãe uma semana antes de dar à luz, preferindo comer sozinha em seus aposentos, Vitória escreveu com raiva para seu médico o Dr. James Reid que "Eu [pedi para a princesa continuar] a vir para o jantar, e não simplesmente lastimar em seu aposento, que é muito ruim para ela. No meu caso eu regularmente ia jantar, exceto quando estava muito mal (até sofrendo muito) chegando no último dia". Com a ajuda do clorofórmio, Beatriz deu à luz uma semana depois para seu primeiro filho, Alexandre. Apesar de ter sofrido um aborto nos primeiros meses de casada, a princesa viria a ter quatro filhos: Alexandre em 1886, apelidado de "Drino"; Vitória Eugênia em 1887, apelidada de "Ena"; Leopoldo em 1889 e Maurício em 1891. Em seguida ela passou a ter um interesse educado e encorajador dos problemas sociais, como a condição dos mineiros de carvão. Porém esse interesse não chegou ao ponto de tentar mudar a condição dos mais pobres, como seu irmão o Príncipe de Gales fazia.
Os entretenimentos da corte eram escassos desde a morte de Alberto, porém Beatriz e Vitória gostavam de fotografia tableau vivant, que eram realizadas frequentemente nas residências reais. Henrique estava cada vez mais entediado pela falta de atividade na corte e queria algum emprego, e em resposta a rainha o nomeou em 1889 como governador da Ilha de Wight. Todavia, ele queria alguma atividade militar e pediu para a sogra deixá-lo se juntar a uma expedição que iria para a Quarta Guerra Anglo-Ashanti. Vitória permitiu apesar de ficar reticente, e Henrique e partiu em 6 de dezembro de 1895. O príncipe pegou malária e foi enviado para casa. A princesa estava esperando o marido em Madeira quando recebeu um telegrama informando sobre a morte do príncipe dois dias antes, em 20 de janeiro de 1896.
Ela ficou devastada e deixou a corte por um mês de luto antes de voltar para seu cargo ao lado da mãe. Os diários da rainha contam que Vitória foi "para os aposentos de Beatriz e sentei-me com ela. Ela é tão comovente em sua miséria". A princesa permaneceu como a fiel companheira da mãe mesmo com sua dor, e enquanto Vitória envelhecia ela passou a depender muito de Beatriz para lidar com sua correspondência. Porém ela percebeu que a filha precisava de um lugar só dela, assim deu para Beatriz os aposentos do Palácio de Kensington que ela e sua mãe haviam ocupado. Vitória nomeou a princesa como a nova governadora da Ilha de Wight como a sucessora de Henrique. Ela também mandou instalar na Casa Osborne uma sala escura por causa do interesse de Beatriz em fotografia. As mudanças da família, incluindo a preocupação de Beatriz com a mãe, podem ter afetado seus filhos, que rebelaram-se na escola. A princesa escreveu que Vitória Eugênia era "problemática e rebelde", enquanto Alexandre contava "inverdades injustificáveis".

## Vida pós-Vitória

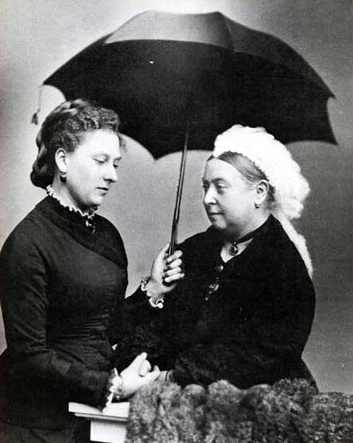
Beatriz com Vitória

A vida de Beatriz foi derrubada pela morte de Vitória em 22 de janeiro de 1901. Ela escreveu ao reitor da Universidade de Glasgow em março: "... pode imaginar como é a dor. Eu, que raramente fiquei separada de minha querida mãe, dificilmente consigo raciocinar como será a vida sem ela, que era o centro de tudo". As aparições públicas da princesa continuaram, porém sua posição na corte diminuiu. Diferentemente de sua irmã Luísa, ela não era muito próxima de seu irmão o agora rei Eduardo VII, não sendo incluída no círculo do rei. Apesar da relação dos dois não ter terminado completamente, ela ocasionalmente ficou ruim, como quando ela acidentalmente derrubou (de maneira barulhenta) seu livro de serviço em cima de uma mesa cheia de pratos de ouro durante a coroação.
Eduardo fez com que fotografias e pertences de Vitória fossem tirados de Osborne enquanto outros fossem destruídos, especialmente materiais relacionados a John Brown, quem ele odiava. A rainha tinha a intenção de que a casa fosse uma residência particular e isolada para seus descendentes, longe da pompa e cerimônia da vida corriqueira da realeza. Porém, o novo rei não via uso para Osborne e consultou seus advogados sobre descartá-la, transformando a ala principal em uma casa convalescente, abrindo os apartamentos de estado para o público e construindo o Colégio Naval no terreno. Beatriz e Luísa se opuseram fortemente aos planos. Vitória havia lhes deixado casas na propriedade e assim a privacidade prometida pela mãe estava ameaçada. Quando Eduardo discutiu com elas sobre o destino da casa, Beatriz defendeu que a residência deveria permanecer com a família, citando a importância que tinha para seus pais.
Eduardo não queria ficar com a casa e a ofereceu para seu filho e herdeiro aparente, Jorge, Príncipe de Gales, que recusou citando os altos custos de manutenção. O rei então expandiu os terrenos da casa de Beatriz, o Chalé Osborne, para compensar sua iminente perda de privacidade. Pouco depois ele anunciou ao primeiro-ministro Arthur Balfour que a casa principal seria dada a nação como um presente. Uma exceção foi feita para os apartamentos de estado, que permaneceriam fechados para todos menos os membros da família real, que fizeram um santuário em memória da mãe.

### Diários da rainha
Beatriz começou logo após a morte de Vitória a tarefa monumental de transcrever e editar os diários de sua mãe, que ela manteve desde 1831. As centenas de volumes continham as opiniões pessoais da rainha sobre sua vida diária e incluíam assuntos pessoais e familiares além de assuntos de estado.
Vitória havia encarregado Beatriz de editar seus diários para publicação, o que significava retirar materiais pessoais além de passagens que, caso publicadas, poderia ser danosas para o povo britânico. A princesa deletou tanto material que o resultado final tem apenas um terço dos diários originais. A destruição de passagens tão grandes dos diários angustiou o rei Jorge V, neto de Vitória e sobrinho de Beatriz, e sua esposa a rainha Maria de Teck, que todavia não tinham poder para intervir. Beatriz copiou um rascunho dos originais e depois copiou seu rascunho em um conjunto de plantas azuis. Tantos os originais quanto seus rascunhos foram destruídos no decorrer do processo. A tarefa demorou trinta anos e foi completada em 1931. Os 111 cadernos restantes são mantidos nos Arquivos Reis do Castelo de Windsor.

### Saída da vida pública

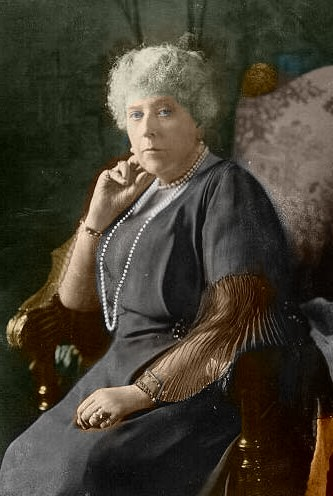
Beatriz c. década de 1920

Beatriz continuou a aparecer em público após a morte da mãe. Os compromissos públicos que ela realizava frequentemente eram relacionados a Vitória, já que o público sempre associou a princesa com a monarca.
A beleza de sua filha Vitória Eugênia era conhecida por toda a Europa e, apesar de baixa nobreza, era uma noiva desejável. Seu pretendente escolhido foi o rei Afonso XIII da Espanha. Entretanto, o casamento causou controvérsia no Reino Unido já que era necessário que ela se convertesse para o catolicismo. Eduardo era contra a conversão e os ultraconservadores espanhóis eram contra o casamento do rei com uma protestante de nascimento baixo, já que o príncipe Henrique era o fruto de um casamento morganático. Assim eles consideravam Vitória Eugênia apenas parcialmente real e inapropriada para ser rainha. Mesmo assim eles se casaram em 31 de maio de 1906. O casamento começou de maneira ruim quando um anarquista tentou explodir uma bomba durante o casamento. O casal se distanciou apesar de terem começado próximos. Vitória Eugênia ficou impopular na Espanha, principalmente depois de descobrirem que seu filho e herdeiro Afonso, Príncipe das Astúrias, sofria de hemofilia, uma doença que o rei Afonso culpou Beatriz por levar para a família real espanhola, ficando também com muita raiva da esposa.
Vitória Eugênia voltou para o Reino Unido várias vezes durante seu reinado na Espanha, porém sempre sem Afonso e geralmente sem os filhos. Enquanto isso Beatriz viveu no Chalé Osborne em East Cowes até vendê-lo em 1913, quando o Castelo de Carisbrooke, casa do governador da Ilha de Wight, ficou vago. Ela foi morar no castelo enquanto também mantinha aposentos em Kensington. A princesa esteve muito envolvida ao coletar artefatos para o museu de Carisbrooke, que ela havia inaugurado em 1898.
Sua presença na corte foi diminuindo a medida que ela envelhecia. Ela ficou devastada pela morte de seu filho favorito Maurício durante a Primeira Guerra Mundial em 1914 e começou a se aposentar da vida pública. Por causa da guerra com a Alemanha, Jorge V mudou no nome da família real de Saxe-Coburgo-Gota para Windsor para diminuir suas origens germânicas. Por causa disso Beatriz e sua família renunciaram seus títulos e nomes germânicos; seu estilo deixou de ser "Sua Alteza Real, Princesa Henrique de Battenberg" e voltou a ser como era quando solteira, "Sua Alteza Real, a Princesa Beatriz". Seu sobrenome Battenberg foi anglicanizado para Mountbatten. Seus filhos abriram mão do título de cortesia Príncipe de Battenberg. Alexandre, seu filho mais velho, tornou-se sir Alexandre Mountbatten e mais tarde recebeu o título de Marquês de Carisbrooke. Seu filho Leopoldo tornou-se lorde Leopoldo Mountbatten e recebeu a posição de filho mais novo de um marquês.
Beatriz foi um dos vários membros da família real que se tornaram depois da guerra patronos da Liga de Ypres, uma sociedade de veteranos da Saliência de Ypres e parentes daqueles que morreram lá. Aparições públicas depois da morte de Maurício foram raras, incluindo colocar grinaldas no cenotáfio em 1930 e 1935 para marcar os aniversários de dez e trinta anos da fundação da liga.

### Últimos anos

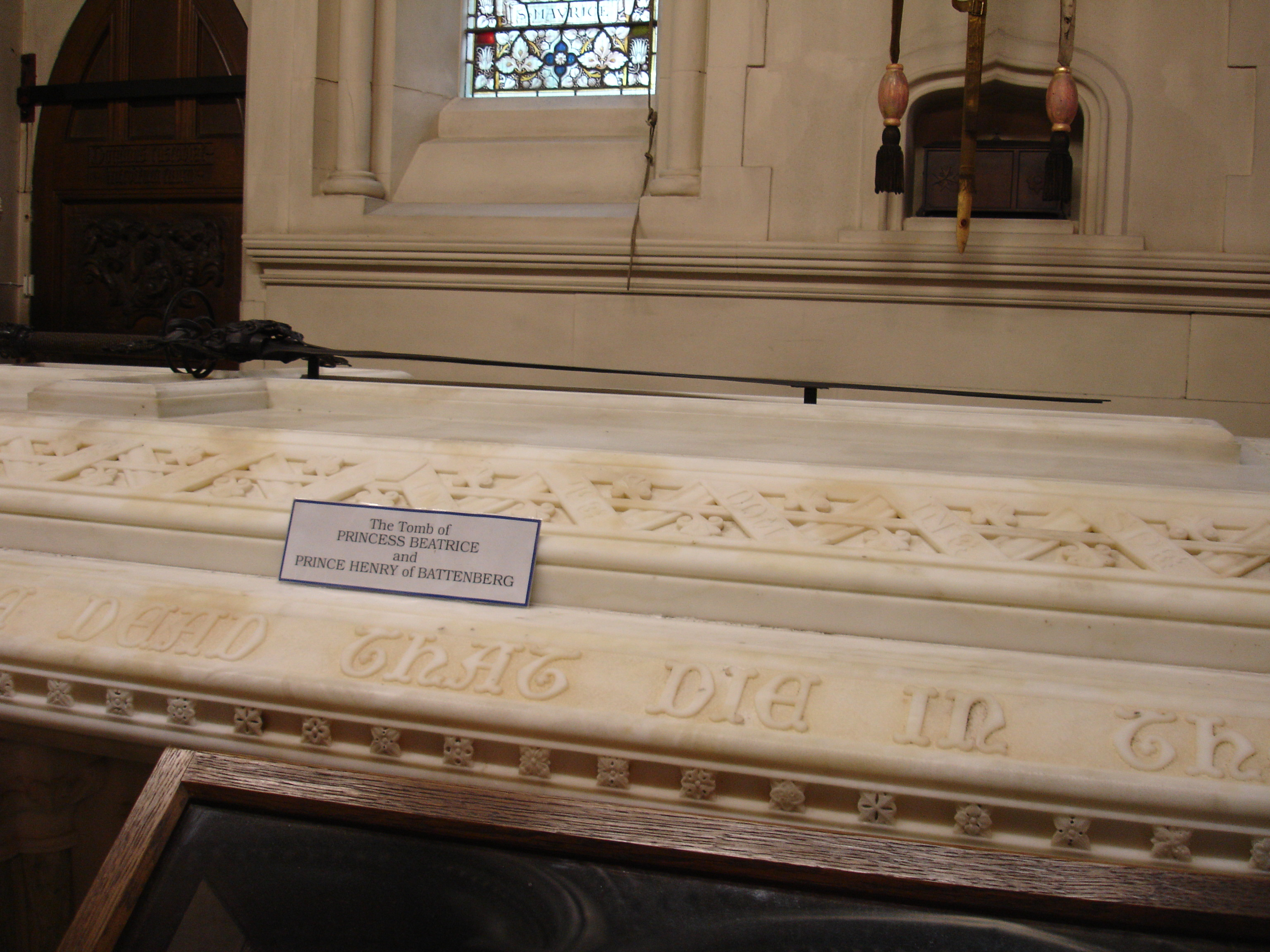
Tumba de Henrique e Beatriz na Igreja de Santa Mildrith

Beatriz continuou a se corresponder com seus amigos e parentes e realizar raras aparições públicas, como em 1936 quando em uma cadeira de rodas ela foi ver as grinaldas colocadas pela morte de Jorge V. Ela publicou em 1941 sua última tradução: "Nos Dias Napoleônicos", que era o diário pessoal da condessa Augusta de Reuss-Ebersdorf, avó materna de Vitória. Sua editora a John Murray gostou muito do trabalho. Sua última casa foi Brantridge Park em West Sussex, que era propriedade de Alexandre Cambridge, 1.º Conde de Athlone e irmão da rainha Maria de Teck, e sua esposa a princesa Alice, sobrinha de Beatriz; os Athlone estavam na época no Canadá onde eram os governadores-gerais. Foi lá que Beatriz morreu enquanto dormia no dia 26 de outubro de 1944 aos 87 anos (um dia antes do aniversário dos trinta anos da morte de seu filho Maurício). Seu funeral ocorreu na Capela de São Jorge do Castelo de Windsor e seu caixão foi colocado na cripta real em 3 de novembro. Seu corpo foi transferido em 28 de agosto de 1945 para uma tumba junto da de seu marido na Igreja de Santa Mildrith, Whippingham. Seu último desejo era ser enterrada com Henrique na Ilha de Wight, e ele foi cumprido em um serviço particular que teve a presença apenas de seu filho Alexandre e a esposa Irene Denison.

## Legado
Através de sua única filha, Vitória Eugênia de Battenberg, Beatriz é trisavó do rei da Espanha, Filipe VI, e bisavó do rei emérito João Carlos da Espanha. Beatriz era a mais tímida dentre todos os seus irmãos e irmãs. Porém, por acompanhar Vitória em quase todos os lugares ela acabou se tornando uma das mais famosas. Apesar da timidez, era uma atriz e dançarina talentosa e também uma boa artista e fotógrafa. A princesa era dedicada aos filhos e se preocupava quando eles não se comportavam bem na escola. Para seus amigos era uma pessoa leal e tinha bom senso de humor, e como figura pública era motivada por um forte senso de dever. A música era uma paixão que compartilhou com seu pai e uma atividade em que se sobressaia, chegando a tocar piano em padrão profissional. Assim como a mãe, era bem devota religiosamente, sendo fascinada por teologia até morrer. Beatriz ganhou ampla aprovação com seu temperamento calmo e cordialidade pessoal.
As exigências em cima de Beatriz eram altas durante o reinado de Vitória. Ela foi forçada a aguentar o amor de sua mãe por climas frios mesmo tendo reumatismo. Esse mesmo reumatismo foi piorando e isso acabou afetando sua habilidade de tocar piano, eliminando um prazer que ela gostava de desfrutar; entretanto, isso não afetou sua disposição para atender todas as necessidades da rainha. Todo seu esforço não passou desapercebido pelo povo britânico.
Quando ela concordou em abrir a Exposição da Sociedade Real de Horticultura em 1886, os organizadores lhe enviaram uma proclamação de agradecimento que expressava "admiração da maneira afetuosa em que você confortou e auxiliou sua mãe viúva nossa Graciosa Soberana a Rainha". Como presente de casamento, o banqueiro e filantropo sir Moses Montefiore presenteou Beatriz e Henrique com um conjunto de chá que tinha a seguinte inscrição: "Muitas filhas já agiram com virtuosidade, porém você excedeu todas". O jornal The Times escreveu pouco depois do casamento que "A devoção de Sua Alteza Real para nossa amada Soberana ganhou nossa calorosa admiração e nossa profunda gratidão. Que as bênçãos que têm sido até agora o seu objetivo constante para conferir a outros agora sejam devolvidas na medida certa para si mesma". A frase era, até onde ousava, uma crítica ao apego que Vitória tinha com sua filha.

## Títulos, estilos, honras e brasão

Monograma real de Beatriz

### Títulos e estilos
- 14 de abril de 1857 – 23 de julho de 1885: "Sua Alteza Real, a princesa Beatriz"
- 23 de julho de 1885 – 14 de julho de 1917: "Sua Alteza Real, Princesa Henrique de Battenberg"
- 14 de julho de 1917 – 26 de outubro de 1944: "Sua Alteza Real, a princesa Beatriz"

### Honras
- 9 de janeiro de 1874: Real Ordem de Vitória e Alberto (primeira classe)[77]
- 1 de janeiro de 1878: Ordem da Coroa da Índia[77]
- 24 de maio de 1885: Cruz Vermelha Real[77]
- 10 de fevereiro de 1904: Ordem da Família Real do Rei Eduardo VII (segunda classe)[77]
- 3 de junho de 1911: Ordem da Família Real do Rei Jorge V (segunda classe)[77]
- 1 de janeiro de 1919: Dama da Grande Cruz da Ordem do Império Britânico[77]
- 12 de junho de 1926: Dama da Grande Cruz da Venerável Ordem de São João[77]
- 11 de maio de 1937: Dama da Grande Cruz da Real Ordem Vitoriana[77]
- 886ª Dama da Ordem das Damas Nobres de Espanha

### Brasão
Beatriz junto com suas irmãs Alice, Helena e Luísa receberam em 1858 o direito de uso de um brasão pessoal, que consistia no brasão real de armas do Reino Unido com um escudo interior do brasão da Saxônia, no seu caso diferenciado por um lambel argente de três pés cujo pé central possuía um coração goles e os das pontas rosas também goles. O brasão da Saxônia foi retirado em 1917 por mando do rei Jorge V.
| Brasão de Beatriz entre 1858 e 1917 |

## Descendência
| Imagem | Nome                                              | Nascimento            | Morte                   | Notas                                                  |
| ------ | ------------------------------------------------- | --------------------- | ----------------------- | ------------------------------------------------------ |
|        | Alexandre Mountbatten, 1.º Marquês de Carisbrooke | 3 de novembro de 1886 | 23 de fevereiro de 1960 | Casou-se com Irene Denison, com descendência.          |
|        | Vitória Eugênia                                   | 24 de outubro de 1887 | 15 de abril de 1969     | Casou-se com Afonso XIII de Espanha, com descendência  |
|        | Leopoldo Mountbatten                              | 21 de maio de 1889    | 23 de abril de 1922     | Morreu de hemofilia. Não se casou                      |
|        | Maurício                                          | 3 de outubro de 1891  | 27 de outubro de 1914   | Morreu durante a Primeira Guerra Mundial. Não se casou |